# Metalinguistik
Metalinguistik ist ein Zweig der Linguistik, der Sprache und ihre Beziehung zu anderen kulturellen Verhaltensweisen untersucht. Es ist wird untersucht, wie verschiedene Teile der Sprache und Kommunikation miteinander interagieren und die Art und Weise widerspiegeln, wie Menschen zusammenleben und kommunizieren. Jacob L. Mey beschreibt in seinem Buch Trends in Linguistics Michail Bachtins Interpretation der Metalinguistik als „umfassende Lebensgeschichte einer Sprachgemeinschaft, mit einer Ausrichtung auf einer Untersuchung großer Ereignisse im Sprachleben der Menschen und die Verkörperung von Veränderungen in verschiedenen Kulturen und Zeitaltern“.

## Entwicklung der Lese- und Schreibfähigkeit
Metalinguistische Fähigkeiten beinhalten das Verständnis der Regeln, die der Sprache zugrunde liegen. Der Wissenschaftler Patrick Hartwell weist darauf hin, wie wichtig es ist, dass Schüler diese Fähigkeiten entwickeln, insbesondere ein erhöhtes phonologisches Bewusstsein, das eine wichtige Voraussetzung für die Lese- und Schreibfähigkeit ist. Ein wesentlicher Aspekt der Sprachentwicklung besteht darin, dass sich der Schüler der Sprache und ihrer Bestandteile bewusst wird.
Diese Idee wird auch in dem Artikel Metalinguistic Awareness and Literacy Acquisition in Different Languages untersucht, der sich mit der Frage beschäftigt, wie der Aufbau einer Sprache und eine Schreibstrategie die Lesefähigkeit eines Menschen beeinflussen. Er erörtert auch die Art und Weise, in der Zweisprachigkeit bestimmte Elemente des metalinguistischen Bewusstseins steigert.
Veröffentlichte Forschungsstudien von Elizabeth McAllister kamen zu dem Schluss, dass metalinguistische Fähigkeiten mit der kognitiven Entwicklung in Zusammenhang stehen und von metalinguistischem Bewusstsein abhängen, welches wiederum mit der Lesekompetenz, dem akademischen Erfolg und dem kulturellen Umfeld zusammenhängt und bereits im Säuglingsalter beginnt und sich bis ins Vorschulalter fortsetzt.
Laut dem Buch Text in Education and Society sind einige Beispiele für metasprachliche Fähigkeiten das Diskutieren, Untersuchen und Nachdenken über Sprache, Grammatik und Leseverständnis. Der Text besagt auch, dass das Erkennen oder die Selbstkorrektur von Sprache in mündlicher und schriftlicher Form einem Schüler dabei hilft, seine Fähigkeiten weiter zu verbessern. Das Buch veranschaulicht auch die Art und Weise, wie Literatur Verbindungen herstellen oder Grenzen zwischen pädagogischer Intelligenz und praktischem Wissen schaffen kann.
Gail Gillon hat das Buch Phonological Awareness geschrieben, dass den Zusammenhang zwischen phonologischem und metasprachlichem Bewusstsein beim Erlernen von Lese- und Schreibfähigkeiten veranschaulicht. Es besagt im Wesentlichen, dass die Fähigkeit eines Schülers, das gesprochene Wort zu verstehen, und seine Fähigkeit, ein Wort zu erkennen und zu entschlüsseln, voneinander abhängig sind. Der Text erörtert auch Möglichkeiten, wie Schüler mit Sprach- und Leseschwierigkeiten ihren Lernprozess verbessern können.

## In der Linguistik
Mit dem Begriff Metalinguistik bezeichnen Linguisten Aktivitäten im Zusammenhang mit einer Metasprache, einer Sprache, die aus der Gesamtheit der Wörter besteht, die die linguistische Terminologie bilden (z. B. Syntax, Semantik, Phoneme, Lexeme, ... sowie Begriffe im gebräuchlicheren Sprachgebrauch wie Wort, Satz, Buchstabe usw.). Unter Metalinguistik versteht man die Sprache, sei sie natürlich oder formalisiert (wie in der Logik), die selbst verwendet wird, um über Sprache zu sprechen; eine Sprache, deren einzige Funktion darin besteht, eine Sprache zu beschreiben. Die Sprache selbst muss den einzigen Anwendungsbereich für den gesamten Wortschatz darstellen.
Über den Wert des Bewusstseins für Metasprachen für Sprachenlernende besteht unter Experten Uneinigkeit, und einige „Denkschulen“ im Bereich des Sprachenlernens sprechen sich entschieden dagegen aus.

## Metalinguistisches Bewusstsein und Zweisprachigkeit
Metalinguistisches Bewusstsein bezieht sich auf das Verständnis, dass Sprache ein an Regeln gebundenes Kommunikationssystem ist und die Grundlage für die Fähigkeit bildet, verschiedene Arten der Sprachverwendung zu diskutieren (Baten, Hofman & Loeys, 2011). Mit anderen Worten handelt es sich um die Fähigkeit, Sprache und ihre Unterbestandteile bewusst zu analysieren, zu wissen, wie sie funktionieren und wie sie in das umfassendere Sprachsystem integriert sind (Beceren, 2010). Eine Person mit einer solchen Fähigkeit ist sich bewusst, dass sprachliche Formen und Strukturen interagieren und manipuliert werden können, um eine große Vielfalt an Bedeutungen zu erzeugen. Wörter werden nur willkürlich und symbolisch mit ihren Referenten assoziiert und sind von ihnen trennbar. Ein Hund heißt beispielsweise „Katze“, aber das Wort „Katze“ ist nur eine Darstellung des Tieres Hund. Es macht den Hund nicht zu einer Katze.
Der Begriff wurde erstmals 1974 von Harvard-Professor Courtney Cazden verwendet, um die Verschiebung der sprachlichen Intelligenz zwischen Sprachen zu demonstrieren. Metalinguistisches Bewusstsein bei bilingual Lernenden ist die Fähigkeit, objektiv außerhalb eines Sprachsystems zu funktionieren und die Regeln, Strukturen und Funktionen von Sprachen zu objektivieren. Code-Switching und Übersetzung sind Beispiele für das metalinguistische Bewusstsein von Zweisprachigen. Metalinguistisches Bewusstsein wurde Mitte der 1980er und Anfang der 1990er Jahre in der Forschung häufig als Konstrukt verwendet.
Metalinguistisches Bewusstsein ist ein Thema, das in der Zweisprachigkeitsforschung häufig auftaucht. Es kann in vier Unterkategorien unterteilt werden, nämlich phonologisches, Wort-, syntaktisches und pragmatisches Bewusstsein (Tunmer, Herriman & Nesdale, 1988). Unter diesen vier sind das phonologische und das Wortbewusstsein die beiden Aspekte des metalinguistischen Bewusstseins, die in der zweisprachigen Alphabetisierungsforschung die größte Aufmerksamkeit erhalten haben. Die Forschung hat gezeigt, dass metalinguistisches Bewusstsein bei Zweisprachigen aufgrund seiner dokumentierten Beziehung und positiven Auswirkungen auf Sprachfähigkeit, symbolische Entwicklung und Lese- und Schreibkompetenz eine entscheidende Komponente ist. Tatsächlich haben viele Studien, die die Auswirkungen der Zweisprachigkeit auf das phonologische und Wortbewusstsein untersuchten, einen positiven zweisprachigen Effekt aufgezeigt (Baten et al., 2011; Chen et al., 2004; Goetz, 2003; Kang, 2010; Ransdell, Barbier & Niit, 2006; Whitehurst & Lonigan, 1998). Zweisprachige lernen und wechseln gleichzeitig zwischen zwei Sprachen, was die Entwicklung eines stärkeren phonologischen Bewusstseins erleichtern kann. Man geht davon aus, dass die Erfahrungen mit dem Erwerb und der Beibehaltung zweier verschiedener Sprachen Zweisprachigen dabei helfen, ein explizites und artikuliertes Verständnis davon zu entwickeln, wie Sprache funktioniert (Adesope, Lavin, Thompson & Ungerleider, 2010). Daher sind sie im Vergleich zu ihren einsprachigen Altersgenossen mit einem stärkeren metalinguistischen Bewusstsein ausgestattet.
In ihrem Buch Literacy and Orality untersuchen die Wissenschaftler David R. Olson und Nancy Torrance die Beziehung zwischen Lese- und Schreibfähigkeit und metalinguistischem Bewusstsein und verweisen auf eine Verbindung, die sich aus der Tatsache ergibt, dass Sprache sowohl beim Lesen als auch beim Schreiben zum Gegenstand des Denkens und der Diskussion werden kann. Das Lesen und Schreiben von Prosa kann ein Instrument der metalinguistischen Reflexion sein, und in diesen Fällen muss man die besondere Bedeutung von Begriffen und grammatikalischen Beziehungen zwischen ihnen beurteilen, um solche Texte entweder zu verstehen oder zu schreiben.
Die selbstreferenzielle Kapazität von Sprache und Metalinguistik wurde auch als problematisch für Dolmetscher und Übersetzer untersucht, die notwendigerweise zwischen Sprachen arbeiten. Die Frage wurde untersucht, um festzustellen, wie Gebärdensprachdolmetscher selbstreferenzielle Fälle sprachübergreifend wiedergeben. Da Lautsprachen und Gebärdensprachen eher keine gemeinsamen phonologischen Parameter haben, verwenden Dolmetscher, die zwischen zwei Modalitäten arbeiten, eine Vielzahl von Taktiken zur Wiedergabe solcher Referenzen, darunter Fingeralphabet, Beschreibung, Modellierung von Gebärden, Verwendung von Wörtern, Zeigen auf Objekte, Verwendung von Metasprache und Verwendung mehrerer Strategien gleichzeitig oder nacheinander. Dolmetscherteams aus Gehörlosen und Hörenden, in denen ein hörender und ein gehörloser Dolmetscher nach dem Staffelprinzip zusammenarbeiten, verwenden ebenfalls eine Vielzahl von Strategien zur Wiedergabe solcher metalinguistischer Referenzen.